# Air Cargo Challenge
O Air Cargo Challenge é uma competição aeronáutica europeia bianual, propriedade da Associação Europeia de Estudantes de Aeroespacial (EUROAVIA). Inicialmente criada pela Associação Portuguesa de Aeronáutica e Espaço (APAE), esta competição teve a sua primeira edição em 2003 e é direccionada para estudantes universitários dos campos da ciência e da engenharia. O objectivo é o de estimular o interesse pela aeronáutica testando as capacidades dos participantes. Aos concorrentes é pedido que construam uma aeronave telecomandada que levante o máximo peso possível, dentro de determinadas especificações. Além disso, antes da competição em voo, os participantes têm de apresentar um relatório detalhado do seu trabalho e uma apresentação oral onde expliquem a filosofia e justifiquem as decisões tomadas com vista à concretização do seu projecto.

## Edições portuguesas
As duas primeiras edições,(2003 e 2005) foram organizadas pela APAE, a nível nacional. O grande sucesso das suas primeiras duas edições permitiram que a competição se viesse a constituir como uma competição a nível europeu.

### ACC'03 - Organization: APAE, Lisboa
A primeira edição teve lugar em Lisboa, e foi vencida pela Universidade da Beira Interior.

### ACC'05 - Organização: APAE, Lisboa
A segunda edição foi vencida por uma equipa conjunta do Instituto Superior Técnico e da Universidade de Coimbra.
| Lugar | Equipa  | Universidade                                         | País/Cidade    |
| ----- | ------- | ---------------------------------------------------- | -------------- |
| 1º    | Ícaro   | Instituto Superior Técnico e Universidade de Coimbra | Lisboa/Coimbra |
| 2º    | Fly By  | Faculdade de Engenharia da Universidade do Porto     | Porto          |
| 3º    | Pegasus | Universidade da Beira Interior                       | Covilhã        |

## Edições Europeias
No ano de 2007 a primeira edição internacional do AIR CARGO CHALLENGE teve lugar em Lisboa, sendo organizada pela APAE - Associação Portuguesa de Aeronáutica e Espaço.

### 2007 -Instituto Superior Técnico,Lisboa
Tendo sido estabelecido que os vencedores desta edição, seriam os anfitriões da prova de 2009, o primeiro evento a nível europeu chamou 21 equipas de 7 países, tendo a Universidade da Beira Interior conseguido a ambicionada vitória.

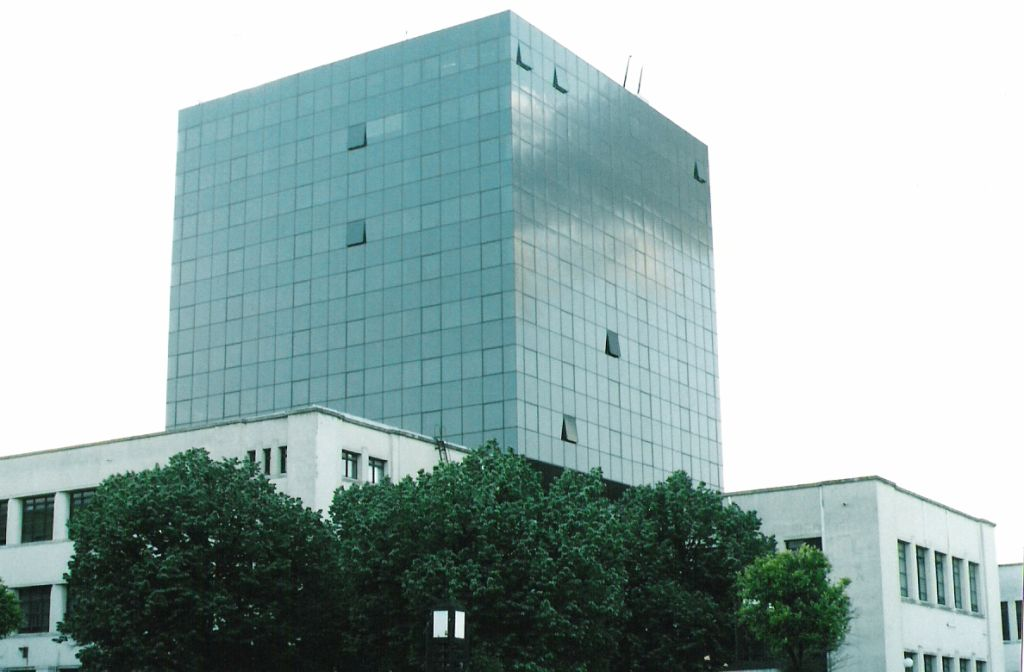
Torre Norte do Instituto Superior Técnico, em Lisboa

Classificação final (primeiros 10 lugares)
| Posição | Nome da equipa         | Universidade/Escola/Instituição       | País          |
| ------- | ---------------------- | ------------------------------------- | ------------- |
| 1º      | PEGASUS II             | Universidade da Beira Interior        | Portugal      |
| 2º      | Akamodell Stuttgart    | Universidade de Estugarda             | Alemanha      |
| 3º      | Blei-Ente              | Euroavia Muenchen                     | Alemanha      |
| 4º      | Lead Barons            | Universidade Técnica de Delft         | Países Baixos |
| 5º      | ESTG Cargo             | Instituto Politécnico de Leiria       | Portugal      |
| 6º      | Trencalos              | Universidade Politécnica de Barcelona | Espanha       |
| 7º      | UBI2 - SkunkWorks      | Universidade da Beira Interior        | Portugal      |
| 8º      | UoPatras ATLAS         | Universidade de Patras                | Grécia        |
| 9º      | De vliegende Hollander | Universidade Técnica de Delft         | Países Baixos |
| 10º     | FLY@UMINHO'07          | Universidade do Minho                 | Portugal      |

### 2009 -Universidade da Beira Interior,Covilhã
A segunda edição europeia do Air Cargo Challenge, que teve lugar na cidade portuguesa da Covilhã, organizada pelos vencedores de 2007 contou com a participação de 26 equipas de 9 países europeus.

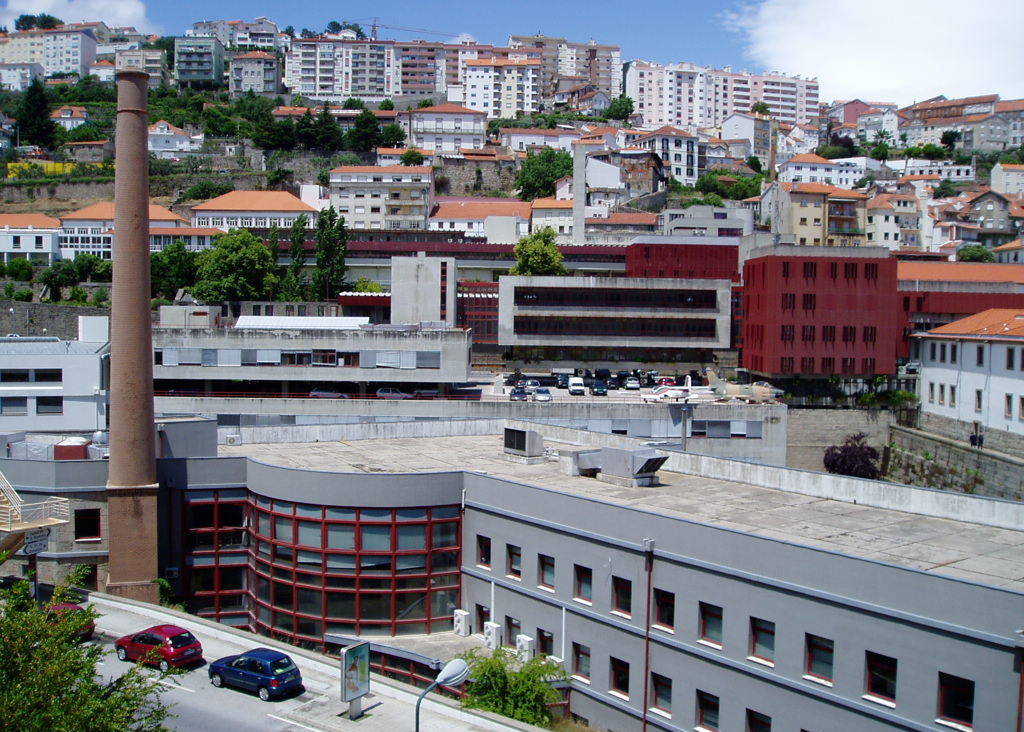
Vista da Universidade da Beira Interior, na Covilhã

Tabela Classificativa (apenas figuram equipas que estiveram presentes na Covilhã)
| Posição | Nome da Equipa      | Universidadeo/Escola/Instituição      | País          |
| ------- | ------------------- | ------------------------------------- | ------------- |
| 1º      | Akamodell Stuttgart | Universidade de Estugarda             | Alemanha      |
| 2º      | TU Heavy            | Universidade Técnica de Munique       | Alemanha      |
| 3º      | ESTG Cargo2         | Instituto Politécnico de Leiria       | Portugal      |
| 4º      | Sonic Kids          | Universidade Politécnica de Bucareste | Roménia       |
| 5º      | Lusofly             | Academia da Força Aérea               | Portugal      |
| 6º      | UoP Atlas II        | Academia da Força Aérea               | Grécia        |
| 7º      | Anatolian Craft     | Universidade Técnica do Oriente Médio | Turquia       |
| 8º      | What's up Yaw       | Hogeschool van Amsterdam              | Países Baixos |
| 9º      | FLY@UMINHO'09       | Universidade do Minho                 | Portugal      |
| 10º     | Trancalos           | Universidade Politécnica da Catalunha | Espanha       |
| 11º     | INFINITeam          | Universidade Politécnica de Bucareste | Roménia       |
| 12º     | AERACES 2009        | Instituto Superior Técnico            | Portugal      |
| 13º     | Ucari               | Universidade Técnica do Oriente Médio | Turquia       |
| 14º     | Volo Ergo Sum       | Universidade da Beira Interior        | Portugal      |
| 15º     | Pisa Cargo Project  | Universidade de Pisa                  | Itália        |
| 16º     | Brutus              | Universidade do Porto                 | Portugal      |
| 17º     | Uasas               |                                       | Portugal      |
| 18º     | CAL                 | Clube de Aeromodelismo de Lisboa      | Portugal      |
| 19º     | Equipa_0            | Instituto Superior Técnico            | Portugal      |
| 20º     | Chicken Wings       | Universidade de Belgrado              | Sérvia        |
| 21º     | Céfiro              | Universidade de Aveiro                | Portugal      |
| 22º     | Aero Swansea 09     | Universidade de Swansea               | Reino Unido   |

### 2011 -Universidade de Estugarda,Estugarda
A terceira edição europeia do Air Cargo Challenge teve lugar em Estugarda, na Alemanha, sendo organizada pela Universidade de Estugarda. A competição teve um maior número de participantes, com destaque para Portugal com 6 equipas, e a Turquia e Polónia com 3 equipas cada. Esta edição ficou ainda marcada pela participação da uma Universidade da República Popular da China (a primeira de uma Universidade não Europeia). A Universidade da Beira Interior venceu a competição, batendo a forte concorrência alemã e chinesa, conseguindo assim a sua terceira vitória em 5 Air Cargo Challenge, segunda vitória, se apenas contabilizarmos as edições internacionais. 

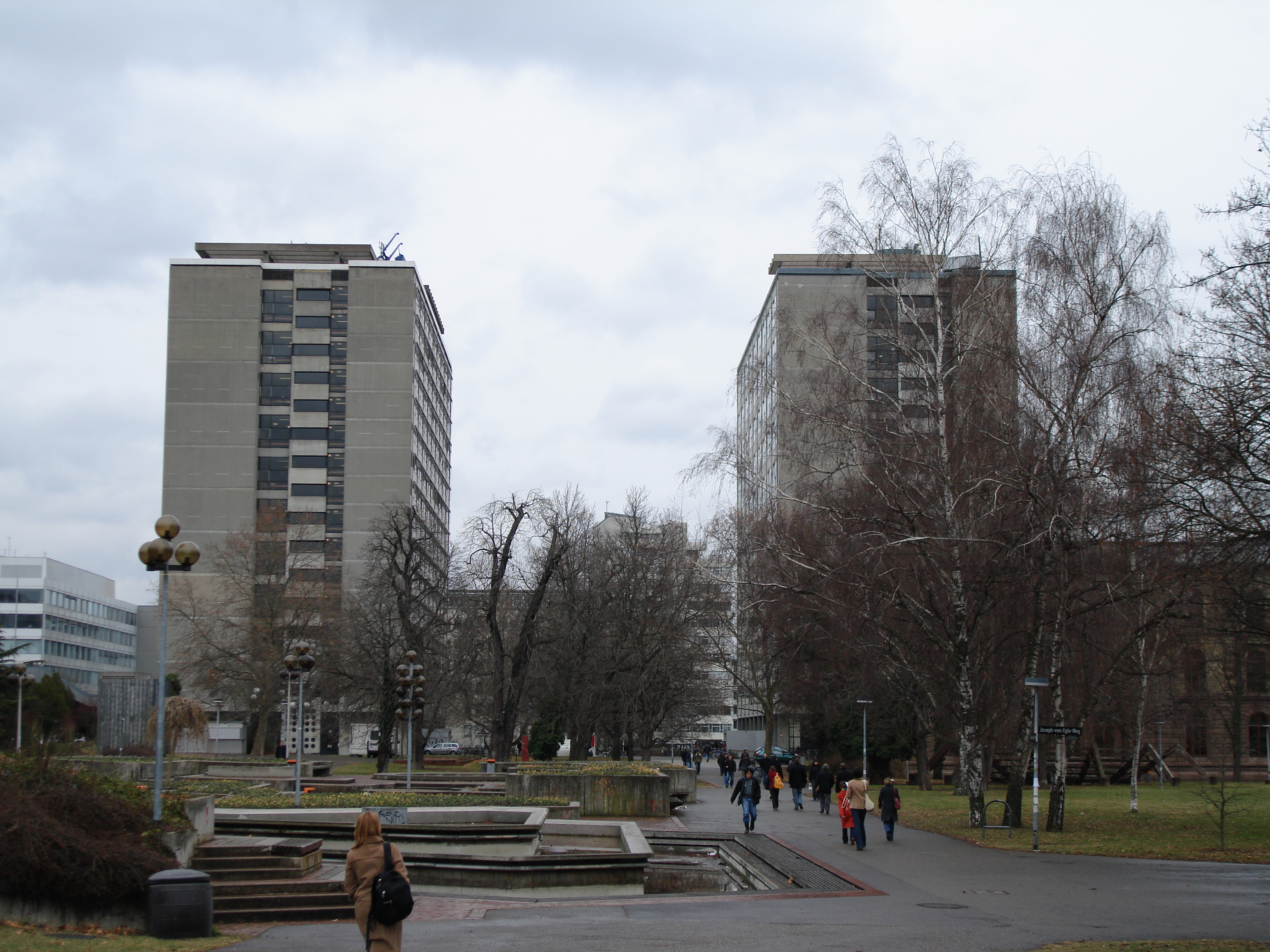
Campus da Universidade de Estugarda, em Estugarda

Tabela Classificativa (apenas figuram equipas que estiveram presentes em Estugarda)
| Posição | Nome da Equipa            | Universidadeo/Escola/Instituição           | País        |
| ------- | ------------------------- | ------------------------------------------ | ----------- |
| 1º      | UBI - Portugal            | Universidade da Beira Interior             | Portugal    |
| 2º      | TU Eleven                 | Universidade Técnica de Munique            | Alemanha    |
| 3º      | Universidade de Tsinghua  | Universidade de Tsinghua                   | China       |
| 4º      | Student Wings             | Universidade Politécnica de Bucareste      | Roménia     |
| 5º      | Team K.U.Leuven           | Universidade de Leuven                     | Bélgica     |
| 6º      | PASSAROLA Team            | Instituto Superior Técnico                 | Portugal    |
| 7º      | Nymph Noir                | Universidade Técnica do Oriente Médio      | Turquia     |
| 8º      | Trencalos Team            | Universidade Politécnica da Catalunha      | Espanha     |
| 9º      | Anatolian Craft - Aselsan | Universidade Técnica do Oriente Médio      | Turquia     |
| 10º     | EUROAVIA Ntua             | Universidade Nacional Técnica de Atenas    | Grécia      |
| 11º     | Nymph Rouge               | Universidade Técnica do Oriente Médio      | Turquia     |
| 12º     | High Flyers               | Universidade Politécnica de Bucareste      | Roménia     |
| 13º     | IPL Team                  | Instituto Politécnico de Leiria            | Portugal    |
| 14º     | Air FEUP                  | Universidade do Porto                      | Portugal    |
| 15º     | Gryphus Team              | Universidade de Aveiro                     | Portugal    |
| 16º     | UoPatras ATLAS III        | Universidade de Patras                     | Grécia      |
| 17º     | EUROAVIA Rzeszow          | Universidade de Rzeszow                    | Polónia     |
| 18º     | HUSZ Black Eagle          | Universidade de Bialystok                  | Polónia     |
| 19º     | SU Team Eryr              | Universidade de Swansea                    | Reino Unido |
| 20º     | Bialystok MiSIE team      | Universidade de Bialystok                  | Polónia     |
| 21º     | Luso SPAD                 | Instituto Superior de Engenharia de Lisboa | Portugal    |

### 2013 -Universidade da Beira Interior,Ota
A quarta edição europeia do Air Cargo Challenge foi organizada pela Universidade da Beira Interior e teve lugar na Base Aérea da Ota, perto de Lisboa. Estava prevista a participação de 31 equipas, incluindo 3 equipas chinesas, 1 brasileira e 1 egípcia, para além de 26 equipas europeias. 
Tabela Classificativa (apenas figuram equipas que estiveram presentes na Ota)
| Posição | Nome da Equipa               | Universidadeo/Escola/Instituição                                | País     |
| ------- | ---------------------------- | --------------------------------------------------------------- | -------- |
| 1º      | AKAModell Stuttgart e.V.     | Universidade da Estugarda                                       | Alemanha |
| 2º      | Tsinghua University          | Universidade de Tsinghua                                        | China    |
| 3º      | Beihang Aeromodelling Team 1 | Universidade de Beihang                                         | China    |
| 4º      | HUSZ Vulture                 | Universidade de Zagreb                                          | Croácia  |
| 5º      | Beihang Aeromodelling Team 1 | Universidade de Beihang                                         | China    |
| 6º      | High Flyers                  | Silesian University of Technology                               | Polónia  |
| 7º      | EESC-USP Juliett             | Escola de Engenharia de São Carlos da Universidade de São Paulo | Brasil   |
| 8º      | PHOENIX                      | Universidade Politécnica de Bucareste                           | Roménia  |
| 9º      | EUROAVIA Athens – Hermes 2   | Universidade de Atenas                                          | Grécia   |
| 10º     | Podlasie Tigers              | Universidade de Tecnologia de Bialystok                         | Polónia  |
| 11º     | UoP ATLAS IIIB               | Universidade de Patras                                          | Grécia   |
| 12º     | ANATOLIAN CRAFT              | Universidade Técnica do Médio Oriente                           | Turquia  |
| 13º     | EUROAVIA Rzeszów             | Universidade de Rzeszów                                         | Polónia  |
| 14º     | UoP ATLAS IV                 | Universidade de Patras                                          | Grécia   |
| 15º     | Trencalòs Team               | Universidade Politécnica da Catalunha                           | Espanha  |
| 16º     | Team KU Leuven               | Universidade de Leuven                                          | Bélgica  |
| 17º     | IPLeiria AirCargo            | Instituto Politécnico de Leiria                                 | Portugal |
| 18º     | LUSITÂNIA Team               | UBI, IST, UNL (unofficially)                                    | Portugal |
| 19º     | HERCULES                     | Instituto Superior Técnico                                      | Portugal |
| 20º     | Gryphus II                   | Universidade de Aveiro                                          | Portugal |
| 21º     | Angry Bird                   | Universidade do Cairo                                           | Egito    |

### 2015 -Universidade de Estugarda,Estugarda
A quinta edição europeia do Air Cargo Challenge decorreu na região de Estugarda, na pista usada pelo clube de aeromodelismo de Böblingen. A competição foi organizada pela Universidade de Estugarda e previa a participação de 28 equipas, incluindo 2 equipas chinesas e 26 europeias.  Nesta edição os regulamentos foram alterados de modo a que o número de voltas dadas pelos aviões em 2 minutos num percurso de 100 metros também fosse um critério de avaliação na competição em voo.  O peso levantado não deixou de ser o dado com maior impacto na fórmula da pontuação dos voos, no entanto a velocidade das aeronaves provou ser um factor preponderante no desfecho da competição, tanto que a equipa vencedora não foi a que levantou mais peso, nem aquela teve a melhor pontuação na fase de design. Importa ainda salientar que pela primeira vez uma equipa croata venceu o Air Cargo Challenge. 
Tabela Classificativa (apenas figuram equipas que estiveram presentes em Estugarda)
| Posição | Nome da Equipa                                           | Universidadeo/Escola/Instituição        | País            |
| ------- | -------------------------------------------------------- | --------------------------------------- | --------------- |
| 1º      | EUROAVIA Zagreb                                          | Universidade de Zagreb                  | Croácia         |
| 2º      | Born TU Lift                                             | Universidade Técnica de Munique         | Alemanha        |
| 3º      | EUROLIFTER                                               | Universidade de Tecnologia de Rzeszów   | Polónia         |
| 4º      | AeroUD-MET                                               | Universidade de Udine                   | Itália          |
| 5º      | AERO@UBI                                                 | Universidade da Beira Interior          | Portugal        |
| 6º      | AIR                                                      | Universidade de Tsinghua                | China           |
| 7º      | PISA Air Cargo Team                                      | Universidade de Pisa                    | Itália          |
| 8º      | ATLAS TEAM UPAT                                          | Universidade de Patras                  | Grécia          |
| 9º      | NPU INNOVATION                                           | Northwestern Polytechnical University   | China           |
| 10º     | UPC Venturi                                              | Universidade Politécnica da Catalunha   | Espanha         |
| 11º     | Team KU Leuven                                           | Universidade de Leuven                  | Bélgica         |
| 12º     | Olisipo                                                  | Instituto Superior Técnico              | Portugal        |
| 13º     | Studencki Klub Modelarski Wojskowej Akademii Technicznej | Wojskowa Akademia Techniczna            | Polónia         |
| 14º     | BUT Chicken Wings                                        | Universidade de Tecnologia de Brno      | República Checa |
| 15º     | High Flyers                                              | Silesian University of Technology       | Polónia         |
| 16º     | The Lifters                                              | Universidade de Tecnologia de Rzeszów   | Polónia         |
| 17º     | TransylAVIA                                              | Universidade Técnica de Cluj-Napoca     | Roménia         |
| 18º     | Poznan Aero Design                                       | Universidade de Tecnologia de Poznan    | Polónia         |
| 19º     | Trencalòs Team                                           | Universidade Politécnica da Catalunha   | Espanha         |
| 20º     | Podlasie Tigers                                          | Universidade de Tecnologia de Bialystok | Polónia         |
| 21º     | Owl Tamers Aero Design Team                              | Universidade Técnica do Médio Oriente   | Turquia         |
| 22º     | SKYLINE                                                  | Universidade de Belgrado                | Sérvia          |
| 23º     | PhoeniX                                                  | Universidade do Porto                   | Portugal        |

### Classificação Acumulada por Países
| País          | 1º Lugar       | 2º Lugar                   | 3º Lugar       | 4º Lugar       | 5º Lugar             |
| ------------- | -------------- | -------------------------- | -------------- | -------------- | -------------------- |
| Alemanha      | 2 (2009, 2013) | 4 (2007, 2009, 2011, 2015) | 1 (2007)       | -              | -                    |
| Portugal      | 2 (2007, 2011) | -                          | 2 (2009, 2024) | -              | 3 (2007, 2009, 2015) |
| Croácia       | 1 (2015)       | -                          | -              | 1 (2013)       | -                    |
| China         | -              | 1 (2013)                   | 2 (2011, 2013) | -              | 1 (2013)             |
| Polónia       | -              | -                          | 1 (2015)       | -              | -                    |
| Roménia       | -              | -                          | -              | 2 (2009, 2011) | -                    |
| Países Baixos | -              | -                          | -              | 1 (2007)       | -                    |
| Itália        | -              | -                          | -              | 1 (2015)       | -                    |
| Bélgica       | -              | -                          | -              | -              | 1 (2011)             |